# Itch
Itch – minialbum brytyjskiej grupy rocka alternatywnego Radiohead. Został wydany wyłącznie w Japonii i zawiera kilka znanych wcześniej utworów, jednakże w większości w wersjach. Utwory "Killer Cars", "You" i "Vegetable" w wersjach obecnych na płycie były wcześniej dostępne wyłącznie na niezwykle rzadkim, winylowym wydaniu singla do piosenki "Creep".

## Lista utworów
| Nr | Tytuł                       | Długość |
| -- | --------------------------- | ------- |
| 1. | "Stop Whispering"           | 4:13    |
| 2. | "Thinking About You"        | 2:17    |
| 3. | "Faithless, the Wonder Boy" | 4:09    |
| 4. | "Banana Co."                | 2:26    |
| 5. | "Killer Cars" (Live)        | 2:17    |
| 6. | "Vegetable" (Live)          | 3:12    |
| 7. | "You" (Live)                | 3:38    |
| 8. | "Creep" (Acoustic)          | 4:19    |

## Twórcy
- Thom Yorke – wokal, gitara
- Jonny Greenwood – gitara elektryczna
- Colin Greenwood – instrumenty klawiszowe
- Ed O’Brien – gitara, wokal, efekty
- Phil Selway – perkusja